# E-Prix di Giacarta
L'E-Prix di Giacarta è una gara annuale del Campionato di Formula E con monoposto ad alimentazione elettrica, che si terrà a Giacarta, in Indonesia. La gara sarà gestita direttamente dalla FIA.
Nel luglio del 2019 si è discussa a New York la creazione di un E-Prix in Indonesia e nel settembre dello stesso anno arriva l'annuncio ufficiale dell'ingresso dell'evento nel calendario della stagione 2019-2020, con la capitale Giacarta scelta come sede. Il 6 giugno del 2020 doveva tenersi la prima gara ma a causa della Pandemia di COVID-19, l'E-Prix 2020 è stato annullato.
Il 15 ottobre 2021 viene annunciato dal Consiglio Mondiale della FIA che E-Prix di Giacarta si terrà come nono round della stagione 2021-2022 di Formula E, in data 4 giugno 2022.

## Circuito

Schema del circuito

Il layout originale del circuito doveva inizialmente essere situato intorno al Monumento Nazionale e alla Piazza Merdeka, entrambi nel centro di Giacarta, la capitale del Indonesia. Tuttavia, il 22 dicembre del 2021, viene scelta la zona di Ancol, situata nella Nord di Giacarta come sede dell'E-Prix di Giacarta. Il 10 febbraio del 2022 sono iniziati i lavori per costruire il circuito, che a differenza di altri utilizzati in Formula E è un circuito permanente lungo 2,4 kilometri.

## Albo d'oro
| Edizione | Tracciato                                 | Vincitore         | Secondo          | Terzo                | Pole position    | Giro veloce       |
| -------- | ----------------------------------------- | ----------------- | ---------------- | -------------------- | ---------------- | ----------------- |
| 2022     | Circuito Internazionale ePrix di Giacarta | Mitch Evans       | Jean-Éric Vergne | Edoardo Mortara      | Jean-Éric Vergne | Mitch Evans       |
| 2022     | Circuito Internazionale ePrix di Giacarta | Jaguar TCS Racing | DS Techeetah     | ROKiT Venturi Racing | DS Techeetah     | Jaguar TCS Racing |